# Marienstraße 16 (Stralsund)

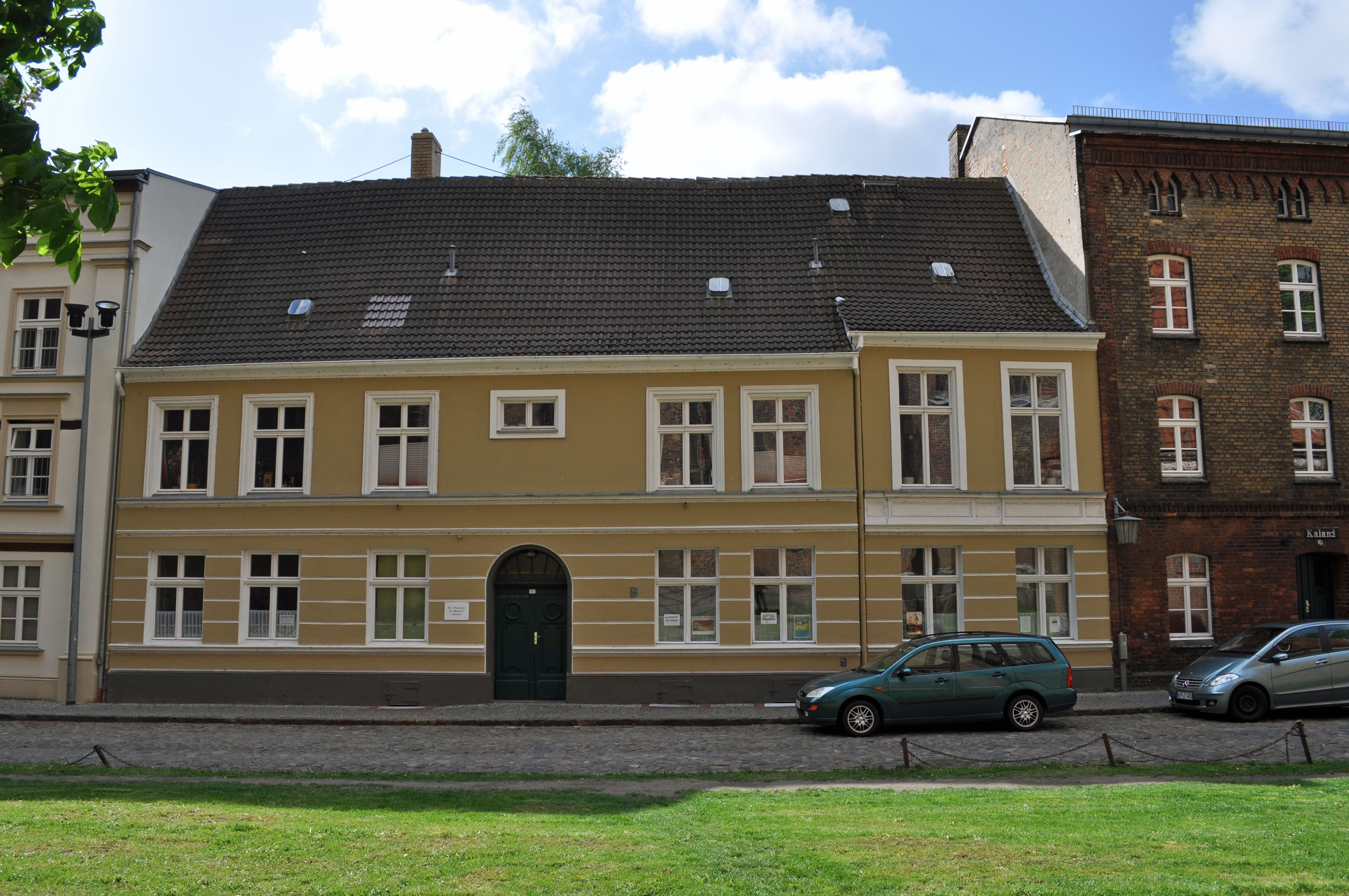
Das Haus Marienstraße 16 in Stralsund (2012)

Das Gebäude mit der postalischen Adresse Marienstraße 16 ist ein denkmalgeschütztes Bauwerk in der Marienstraße in Stralsund.
Der zweigeschossige, traufständige Putzbau wurde um das Jahr 1780 als Pfarrhaus der Marienkirche errichtet.
Die Fassade des  Hauses weist im Erdgeschoss eine durchgehende Putznutung auf. Das mittige Portal birgt eine zweiflügelige Haustür, die mit klassizistischen Elementen verziert ist. Die leicht abgewinkelte Front folgt der Straßenführung, die an die Stralsunder Stadtmauer angepasst war.
Das Haus liegt im Kerngebiet des von der UNESCO als Weltkulturerbe anerkannten Stadtgebietes des Kulturgutes „Historische Altstädte Stralsund und Wismar“. In die Liste der Baudenkmale in Stralsund ist es mit der Nummer 511 eingetragen.